# Eugen Siebecke
Eugen Siebecke (* 11. Juni 1891 in Rothenditmold bei Kassel; † 13. oder 15. Oktober 1959 in Marburg, bestattet in Oberasphe) war Lehrer, Verwaltungsangestellter und erster Oberbürgermeister der Stadt Marburg nach dem Zweiten Weltkrieg.

## Biografie
Eugen Siebecke wurde 1891 als Sohn eines Kaufmanns geboren. Nach dem Schulbesuch in Frankenberg bestand er auf dem dortigen Lehrerseminar die Lehrerprüfung und nahm anschließend eine Lehrerstelle in Erdhausen an. Er studierte später in Düsseldorf Kommunalpolitik. In Kassel besuchte er zusätzlich die Kunstakademie. Seine erste, aus Düsseldorf stammende Ehefrau, mit der er zwei Kinder hatte, verstarb 1922. Sechs Jahre später ging Siebecke in Worms eine zweite Ehe ein, aus der fünf Kinder entstammten.
Er war in mehreren Verwaltungen tätig, u. a. in Biedenkopf und Dillenburg. In der Zeit der Weimarer Republik war Siebecke Mitglied des Hessischen Provinziallandtags, des Hessischen Kreistags sowie des Kreisausschusses und des Magistrats in Biedenkopf.
Aufgrund seiner Mitgliedschaft in der SPD seit 1919 wurde er 1933 durch die Nationalsozialisten aus dem Verwaltungsdienst im Kreisjugend- und Wohlfahrtsamt im Biedenkopf entlassen. Für zwei Monate kam er 1940 sogar in damalige, sogenannte Schutzhaft. Während der Zeit der nationalsozialistischen Herrschaft lebte Siebecke ab Oktober 1934 in Marburg, wohnhaft in der Bismarckstraße 11. Durch Kontakte zum Marburger Kreisleiter Hans Krawielitzki bekam er eine Stellung bei der Deutschen Arbeitsfront (DAF), was ihm später zum Verhängnis werden sollte.
Eugen Siebecke war in der äußerst schwierigen Zeit nach dem Zusammenbruch 1945 für ein knappes Jahr kommissarischer Oberbürgermeister von Marburg. Er wurde durch die amerikanische Militärregierung nur wenige Tage nach Übernahme dem Einmarsch der amerikanischen Truppen am 1. April als kommissarischer Oberbürgermeister ernannt, am 6. April 1945 eingesetzt und am 22. April offiziell zum Marburger Oberbürgermeister ernannt. Die Gründe sind nicht genau bekannt. Neben englischen Sprachkenntnissen, kann vermutet werden, dass seine politische saubere Vergangenheit und die Suche der Amerikaner nach unbelasteten Personen sowie seine Verwaltungskenntnisse ein wichtiger Grund dafür waren.
Umfassendste Probleme waren in seiner Arbeit die Entnazifizierung und die Wiederherstellung der kommunalen Versorgung der Stadt Marburg. Dabei kam es wohl mehrfach zu Konflikten mit einem „Staatspolitischen Ausschuss“ von Bürgern Marburgs, eine Eigeninitiative von demokratischen, antifaschistisch gesinnten Kräften und auch einer „Sonderabteilung U“ aus Polizeikreisen, die aber schon im Juni 1945 aufgelöst wurde. Ende 1945 kam es zu großen Differenzen zwischen dem „Staatspolitischen Ausschuss“ und dem Oberbürgermeister. Der Ausschuss hatte sich, obwohl ebenfalls offiziell aufgelöst, beschwert, dass nach Bürgereingaben der später nachfolgende Friedrich Dickmann als Bürgermeister seinem Bruder Vorteile verschafft hätte. Aus dem Amt heraus wurde er Anfang 1946 von den Amerikanern verhaftet und wegen Fälschung seines Fragebogens zur Entnazifizierung, Siebecke hatte seine Position bei der DAF nicht angegeben, sowie der Bedrohung des Bürgerratsmitglieds Hans Schwedes und eines US-Offiziers, vor Gericht gestellt. Er wurde zu einer Haftstrafe von zwei Jahren Zuchthaus verurteilt.
Im Amt des Oberbürgermeisters wurde er offiziell am 5. Februar 1946 durch Friedrich Dickmann abgelöst, der die Amtsgeschäfte bis zum 31. Juli 1946 übernahm.
Aus der Haft – vermutlich war er durch eine Kaution von 5000 Mark auf freiem Fuß – gelang ihm die Flucht in die Sowjetische Besatzungszone. Hier wurde er im sächsischen Finanzministerium als Ministerialrat eingestellt. Er kehrte im April 1949 nach Marburg zurück und musste, nachdem er wohl am 13. Mai 1949 festgenommen wurde, eine fünfmonatige Haftstrafe in Butzbach absitzen.
Siebecke zog sich danach ins Privatleben zurück, kämpfte aber um seine Rehabilitierung. Mehrfach wurden seine Anträge auf Pension abgelehnt, zuletzt am 10. April 1950 durch den damaligen Marburger Bürger- und ab 1951 Oberbürgermeister Georg Gaßmann. Später wurde ihm eine Pension für seine Tätigkeit vor 1933 und Anerkennung von Diskriminierungen durch die Herrschaft der NSDAP im Dritten Reich zugestanden.
In seinen letzten Lebensjahren widmete er sich der Malerei, organisierte mehrere Ausstellungen und war Mitbegründer des Marburger Kunstvereins.